# Понсе, Анибал
Ани́бал Норбе́рто По́нсе (исп. Aníbal Norberto Ponce, 6 июня 1898 — 18 мая 1938) — аргентинский психолог, социолог, педагог и политический деятель-коммунист. Автор философской концепции «натуралистического монизма», в которой пытался синтезировать методологические установки марксизма и «нового гуманизма». Ученик Хосе Инхеньероса, учитель Эктора Пабло Агости.

## Биография

### Юные годы
В юности Анибал Понсе обучался в «Колехио Насиональ Централь» (Национальный колледж), затем — на факультете философии и гуманитарных наук Буэнос-Айресского университета. Несколько лет изучал также и медицину. С 1918 г. — активный участник, а затем руководитель Движения за университетскую реформу. Вступил в Коммунистическую партию Аргентины.

### Знакомство с Инхеньеросом
В 1920 году Понсе познакомился с философом Хосе Инхеньеросом, совместно они основали журнал «Ревиста де философиа» (исп. Revista de Filosofía), на страницах которого разрабатывали концепцию «архентинидада» («аргентинизма», «аргентинскости» — некий аналог «философии мексиканской сущности»). В 1925 г. Понсе написал книгу «Хосе Инхеньерос. Жизнь и творчество». Анибал Понсе воспринял основные теоретико-методологические установки Инхеньероса, усилив их социальное обоснование и акцентировав их антропологическую составляющую. Знание у него принципиально соотнесено с продуцирующим и активно использующим его в своих практиках субъектом. Оно открыто вовне, подвержено постоянным изменениям-интерпретациям в соответствии с возникающими в деятельности импульсами, а потому исходно антидогматично (его догматизация стимулируется также извне определенными социокультурными условиями). Восприняв идею Инхеньероса о гипотетичности, постоянном «приближении» философского (метафизического) знания к опыту (опытному научному знанию), а, следовательно, и о его вероятностной природе, Понсе, в духе западноевропейских неомарксистских дискурсов, универсализировал этот круг представлений. Он пытался обосновать тезис о «вплетённости» знания в реальность, его укорененности в «жизни», его практических основаниях. Тем самым, согласно Понсе, знание не может быть достаточно жестко отграничено от эмоционально-волевой составляющей и наличных «верований», что ограничивает притязания разума. В результате снимается проводимая Инхеньеросом демаркация (хотя последний и признавал относительность, подвижность её границ) между философским, научным, обыденным и иными (например, продуцируемым «литераторами») типами знания, основной тенденцией развития которого оказывается поддержание собственной целостности (при всей неизбежной его дифференциации в «сложных» типах обществ).
Познание и сам разум, согласно Понсе, оказываются исторически-изменчивыми, выражающими специфический дух эпохи и страны. «Дух расы и нации!» — подчёркивал Понсе. Познание разум чувствительны к конкретике социокультурного опыта. Подозреваем мы или нет, — отмечал Понсе, — но каждое наше действие, сколь бы независимым оно ни казалось, несет на себе социальный отпечаток переживаемого нами часа. В наших мнениях или наших идеалах всегда говорит голос времени на языке того социального класса, в рамках которого мы формировались. Второй контур «зависимостей» разума и познания — их связь с языком (и речью). Аргентинская социогуманитарная и философская традиция всегда чутко реагировала на языковые проблемы (вплоть до дебатировавшейся в XIX веке идеи создания особого «аргентинского» языка — как одно из условий преодоления внешней культурной зависимости в мышлении). Требование «исправления языка» как составляющую «новой метафизики» выдвигал Инхеньерос. Принимая установку Инхеньероса, согласно которой неточное выражение извращает истину, а ошибка в стиле приводит к научной ошибке, Понсе усилил её введением специфичной аргентинской языковой ситуации: Не имея собственного языка в точном смысле этого понятия, наше своеобразие зиждется на отборе слов, на гибкости идиом, на мобильности синтаксиса, на богатстве новых выражений Более того, Понсе выдвинул тезис о взаимозависимости интеллектуальных и речевых структур индивида и их историческом развитии как обусловливающем этапы развития человека. Артикуляция и рефлексия всех обнаруживаемых «зависимостей» знания происходит в формулируемом социокультурном идеале эпохи («расы» и нации), выражающем основные установки и ориентации культуры в её соотнесении с «базисом» общества, закрепляющем структуру наличествующих и господствующих потребностей и интересов. «Базис» Понсе трактует как совершенствование объективного процесса производства материальных благ, необходимых индивиду для его преобразующей деятельности, и задающий соответствующую подвижную (изменчивую) социальную структуру, получающую более или менее адекватное политическое оформление. Однако саму суть «базисных» процессов Понсе видел именно в их «рациональном совершенствовании» под контролем идеала эпохи. Тем самым Понсе вскрыл ограниченность идеи «экономического детерминизма», абсолютизирующей роль базиса, и противопоставил ей идею «просвещения» как составляющей исторического развития. Суть «исторической константы» просвещения, по мысли Понсе, — это «растущая популяризация культуры» и «расширение сферы её действия». При этом само общество начинает трактоваться как развивающаяся, открытая и субъектная система (открытости и изменчивости общества соответствует открытость и изменчивость описывающего его знания), презентируемая совокупностью жизнедеятельностных практик. «Просвещение» конденсирует в себе тот духовный потенциал (культуру, продуцирующую идеал), которым обладает та или иная эпоха («раса» или нация). Невозможно что-либо качественно сделать (тем более изменить общество), не обладая соответствующим духовным потенциалом. Таким образом, кардинальные изменения в развитии общества обеспечиваются и во многом предопределяются революциями в развитии «просвещения». Отсюда изменение детерминант развития классического марксизма; суть развития задается взаимоотношением «эпохи» (культуры, продуцирующей идеалы) и личностей (обладающих целостным открытым знанием и руководствующихся в своей деятельности неким идеалом), опосредуемым социо-экономо-политической средой (то есть собственно социумом, основанном на конкретном «базисе»). Вектор же развития определяется как становление интеллектуальных и речевых структур индивида.
Переинтерпретация марксизма производится Анибалом Понсе в духе идей «раннего Маркса», его концепции развертывания «родовой сущности» человека, которую Понсе истолковывает как появление индивидуальности и субъектности истории. Историческая плата за это — утеря первоначальной и «первобытной» целостности, что порождает два параллельно протекающих процесса: 1) нарастание «частичности» человека и усиление его отчуждения (точка апогея — современный капитализм, полностью подчинивший человека среде (социуме); в этом ключе Понсе исследует «измельчение» буржуа вчерашнего в буржуа сегодняшнем); 2) развитие процесса индивидуализации (начатого в античности) в форме индивидуализма (точка апогея — личность и творчество Ницше). Цену неизбежной «платы» Понсе рассматривает в терминах доктрины «вынужденного социального зла». (Когда культурой пользуются как привилегией, культура теряет достоинство так же, как золото) Преодолеть неизбежное зло можно лишь на пути «подавления индивидуализма, но пробуждения индивидуальности», что и является для Понсе сутью социализма. Восприняв формулу Инхеньероса «справедливость в неравенстве», Понсе видит в ней возможность преодоления отчуждения людей от своей сущности на основе перманентной скрытой борьбы за возвращение индивиду его целостности (что в современных условиях в социальном плане выливается в борьбу с империализмом во всех его проявлениях). Справедливость при этом понимается как преодоление экономических и социальных антагонизмов, а неравенство трактуется через меру проявления индивидуальности человека в его отношении к продуцируемому культурой идеалу эпохи («расы» и нации). Тем самым проблема перехода к иному (новому) типу общества не решается моментальным прямым действием, а есть длительный процесс становления индивида как индивидуальности, предполагающий борьбу с попытками подчинения личности, борьбу за её освобождение, что требует от каждого прямых и ответственных действий. Типологически эта программа Понсе весьма близка неомарксизму Антонио Грамши, а сам он определяет её как программу «действенного гуманизма, нацеленную на формирование нового человека». Гуманизм, как ядерная структура «просвещения», свойственен любой исторической эпохе и характеризует степень развитости личности как индивидуальности. Таким образом, гуманизм развивается в конкретно-исторических сменяющих друг друга формах. А в его эволюции можно выделить ряд качественно отличающихся друг от друга ступеней. Исходная точка движения — своего рода «первобытный» гуманизм, основанный на ценностях рода и характеризующийся синкретичной цельностью и погруженностью в «формы самой жизни». Следующая ступень становления гуманизма связана с возникновением социальной иерархии, порождающей экономическое и политическое неравенство и ведущей к конституированию классовой борьбы, которая достигает своего апогея и становится сознательной лишь в эпоху капитализма (то есть она, согласно Понсе, проходит длительную латентную стадию в своем развитии). Античность, преодолевая силу обычая, утверждая ценность жизни согласно разуму, создает условия для возникновения автономности человека (соотнося его с социумом либо как гражданина полиса в Греции, либо как государственного «администратора» в Риме), но лишь возможность для сознательной формулировки принципов гуманизма. Возникновение собственно гуманизма, который явно был возможен изначально только как «буржуазный гуманизм», датируется эпохой Возрождения. Однако это был, как указывает Понсе, гуманизм индивида, но не «человека как человечества». Эта форма гуманизма достигла пика в своем развитии в XVIII веке с победой «буржуа» и принципов индивидуализма. Эпоха капитализма характеризуется, с одной стороны, классовой борьбой за экономическую и политическую власть (социальная составляющая), и противостоянием церкви (но не религии) как институту догматизации («просвещенческая» составляющая). Культовыми фигурами этой эпохи являются, по мнению Понсе, Мартин Лютер («энтузиазм эпохи»), Эразм Роттердамский («разум эпохи»), Бенджамин Франклин («деятель эпохи», человек, утвердивший принцип «сделай себя сам»). После пика XVIII века, «буржуазный гуманизм» начал исчерпывать себя, насущным стал возврат к «родовой сущности» человека, то есть переход к социализму с параллельным (точнее, опережающим) утверждением принципов «нового действенного гуманизма» — гуманизма человечества на основе человеческой индивидуальности. Компонента «просвещения» и принципы гуманизма реализуются, согласно Понсе, в технологиях и институциях воспитания-образования, что делает последние одной из основополагающих практик общества (особенно современного). Однако, ориентируясь на «эпоху», образование испытывает влияние экономико-политической среды (социума), что проявляется в возникновении «школы» (которой не было в «первобытности», где «школой» являлась целостность социальной и культурной жизни, праксис в терминологии западноевропейского неомарксизма). Со своей стороны, реформа «школы» есть основа изменения общества. Отсюда — движение за университетскую реформу в Аргентине (аналогичное движение в это же время существовало, например, в Перу), активным участником и идеологом которой был Понсе. Зависимость практик образования от конкретики социального ставит задачу отделить «гуманизм» от «конъюнктурно-исторического». В этой перспективе Понсе, во-первых, видит в «просвещении» «лишь две революции» (разделение общества на классы после эпохи «первобытности» и победа буржуазии, утвердившая эпоху капитализма) при постоянно идущих реформах как поисках устраивающих всех компромиссов; во-вторых, констатируя всеобщий духовный кризис, симптомами которого выступили Первая мировая война, революция в России, угроза распространения фашизма, утверждает необходимость новой «просвещенческой» революции; и, в-третьих, утверждает, что социокультурный идеал эпохи есть, по сути, педагогический идеал, схватывающий самые глубинные потребности и интересы человеческого рода-расы-нации. Соответственно, по Анибалу Понсе, педагогические идеалы — это не искусственные творения, открываемые мыслителем в одиночку, которые он пытается навязать затем другим, уверовав в их истинность. Речь при смене педагогических идеалов в настоящее время идет прежде всего о реформе сознания через: 1) уяснение оснований собственного мышления, 2) понимание смысла собственных действий, 3) избавление от разного рода «идолов» и «грез», 4) осознание истории собственной страны, 5) культивирование чувства собственного достоинства, то есть, в конечном итоге, о победе «нового морального сознания» (термин заимствован у Инхеньероса), равно «нового действенного гуманизма», равно социализма. В этой перспективе классы не есть сущностная характеристика бытия, все социальные иерархии преходящи (хотя постоянно неравенство в индивидуальности), классовая борьба неизбежно заменяется принципами социальной солидарности, а высшими ценностями являются ценности нации-«расы»-человеческого вида.

### Путешествие в Европу. Пламенный сармьентист
В 1926 г. Анибал Понсе посетил Европу, «навёл мосты» с коммунистами Старого Света… На тот момент у Анибала Понсе было три политических идеала: Маркс, Ленин и аргентинец Доминго Сармьенто. Ему — соотечественнику и собрату по перу — Понсе посвятил восторженное стихотворение в прозе: 
В противовес бывшей колонии, с её монархическим и теологическим духом, Сармьенто строил новую культуру! (...) Он воплощал в жизнь идеалы своей героической молодости, учение Сен-Симона, следуя за миражами социалистического романтизма!
 Поэт и философ затушёвывал, оставлял «за кадром» те геноцидные войны, которые аргентинский президент Сармьенто вёл против туземцев и старожилов страны: индейцев и гаучо. Впрочем, военная и гражданская практика марксистов-ленинцев была ещё более циничной и кровавой. И они тоже «строили новую культуру»… В 1927 г. Понсе пишет книгу «Старость Сармьенто», в 1930 г. из под его пера выходит биография «Сармьенто — строитель новой Аргентины». Анибал Понсе пытался «пристегнуть» разработанную Инхеньеросом концепцию «архентинидада» к Сармьентовой концепции «варварства-цивилизации». Президент Сармьенто противопоставлял социокультурные возможности «чистых», способных к порождению и поддержанию ценностей «цивилизации» рас (прежде всего — белой расы) и «метисных рас», неизбежно воспроизводящих элементы «варварства». С этой точки зрения, латиноамериканская цивилизация представлялась расисту-теоретику Сармьенто (имевшему, однако, некоторую примесь индейской крови) абсолютно несостоятельной, в силу своего метисного: индейско-мулато-гаучского происхождения. Изначально Понсе поддерживал и развивал провозглашенную Сармьенто программу строительства новой Аргентины, включавшую тезис об «исправлении расы» посредством стимулирования иммиграции из Европы и утверждения европейских ценностей. Кроме последних, концепция «архентинидада», в интерпретации Понсе, базируется на
- антииспанизме (преодолении колониального наследия),
- антииндеанизме (антиметисности) и
- антигаучизме.

Эти три составляющих, якобы, должны были помочь аргентинцам объединиться на платформе антиимпериализма с другими латиноамериканскими нациями и обеспечить — ни больше, ни меньше — духовное (культурное) единство «Нашей Америки» 
Действовать ответственно — Значит, быть открытым будущему и проектировать это будущее. Из прошлого мы имеем идеи «Энциклопедии» и «Общественного договора», в настоящем — идеи Маркса, так что наше "сейчас" обеспечено. И настало время воплотить девиз Сармьенто: «Нам остается только начать создавать будущее»!
 — писал Понсе.

### Снова в Европе. Борьба за мир
В 1929 г. Понсе вторично посетил Европу. В том же году принял участие в создании Свободного колледжа (колехио) высшего образования в Буэнос-Айресе. Написал книгу «Грамматика чувств». В 1930 г. Понсе выступил с программной лекцией «Долг интеллигенции», имевшей широкий резонанс. В 1931 г. написал книгу «Проблемы детской психологии». В 1932 г. Понсе вошёл в оргкомитет — и принял участие в работе Латиноамериканского конгресса против империалистической войны в Монтевидео (1933 г.). На конгрессе он выступил с речью «Массы Америки против мировой войны». В том же 1933 году Анибал Понсе написал книгу «Ветер над миром». В 1934 г. Понсе посетил СССР (это было вскоре после Голодомора, последствий которого философ-коммунист, конечно же, «не заметил»).

### Последние годы в Аргентине
В 1934 году Понсе написал книгу «Проблема образования и борьба классов». В 1935 г. основал «Ассоциацию интеллектуалов, художников, журналистов и писателей» (Asociación de Intelectuales, Artistas, Periodistas y Escritores, AIAPE) и стал её первым президентом. В том же 1935 году написал книгу «Гуманизм буржуазии и гуманизм пролетариата: Эразм и Ромен Роллан». В 1936 году написал книгу «Стремления и страдания подростков». В том же году подвергся политическим преследованиям, был лишен кафедры в Национальном колледже.

### Смерть в Мексике
В 1937 г. Анибал Понсе эмигрирует в Мексику. Читает лекции в Мичиоканском университете… Мексиканскую эмиграцию следует признать благотворной для его творчества. Там Понсе познакомился с идеями «философии мексиканской сущности», отстаивавшей ценности и преимущества «метисности» культуры. А также - с идеей самоценности африканского компонента в латиноамериканском субстрате, которую пропагандировал кубинский поэт Николас Гильен, живший в тот период в Мексике и ставший близким другом Понсе. В результате, аргентинец начал переосмысливать и преодолевать расистские установки Сармьенто… В Мексике Понсе возглавил «Лигу революционных писателей и художников» (LEAR).
В 1938 г. Анибал Понсе погиб в автокатастрофе. После его смерти были опубликованы «Интимный дневник подростка», «Философские основы социализма» и «Произведения и дни».

## Наследие Понсе
В 1974 г. Эктор Агости (ученик Понсе) опубликовал биографическую книгу «Aníbal Ponce: memoria y presencia» («Анибал Понсе: Воспоминание и присутствие»). 5 мая 1988 г. в Институте Латинской Америки АН СССР состоялась научная конференция «Анибал Понсе и современность».

## Избранные сочинения Анибала Понсе
- Educación y lucha de clases, 1934.
- La vejez de Sarmiento.
- Condiciones para la universidad libre.
- Humanismo burgués y humanismo proletario: de Erasmo a Romain Rolland, 1935.
- Estudios de Psicología (Recopilación de textos realizada por su hermana Clarita Ponce).
- Ambición y angustia en los adolescentes.